# Arne Rolighed
Arne Josefsen Rolighed f. 2. juni 1947, socialdemokratisk politiker og tidligere sundhedsminister. Har tidligere været administrerende direktør for Kræftens Bekæmpelse, og en ivrig debattør i kampen mod rygning.
Arne Rolighed er født i Flade på Mors, søn af gårdejer Karsten Rolighed og Kathrine Rolighed.
Cand.scient.pol. fra Aarhus Universitet 1980.
- Sundhedsminister i Regeringen Poul Nyrup Rasmussen IV fra 21. december 2000 til 27. november 2001
- Medlem af bestyrelsen i Videns- og Forskningscenter for Alternativ Behandling, udpeget af Indenrigs- og sundhedsministeren
- Medlem af bestyrelsen i Aarhus Universitet